# Gorillaz
Gorillaz — британський віртуальний музичний гурт, створений 1998 року музикантом Деймоном Алберном та художником Джеймі Хьюлеттом. Гурт складається із чотирьох анімаційних персонажів: 2-D (вокал, клавішні), Мердок Ніккалс (бас-гітара, вокал), Нудл (гітара, клавішні) і Рассел Гоббс (барабани та перкусія). Ці персонажі є вигаданими і не представляють жодного реального учасника гурту.
Із вигаданим всесвітом персонажів можна познайомитись на вебсайті гурту, їхніх музичних відео та в інших медіа (наприклад, в коміксах). Алберн є єдиним постійним реальним учасником гурту, який записує свої композицій як правило у співпраці із іншими музикантами. Гурт виконує композиції у таких стилях як альтернативний рок, бритпоп, тріп-хоп, хіп-хоп електро, інді-рок, даб, регі та поп.
Дебютний однойменний альбом гурту було продано тиражем у понад 7 млн копій, що дозволило гурту увійти у Книгу рекордів Гіннеса як «Найуспішніший віртуальний гурт». 2001 року гурт було номіновано на Mercury Prize, проте пізніше номінацію було знято на прохання самого гурту.
Другий студійний альбом гурту Demon Days (2005) став 5 разів платиновим у Великій Британії та двічі платиновий у США. Гурт отримав багато інших нагород, серед яких одна нагорода Ґреммі, дві MTV Video Music Award, NME Awards, три MTV Europe Music Awards та дев'ять номінацій на Brit Awards..
2010 року гурт випустив одразу дві студійні платівки: у березні альбом Plastic Beach і у грудні — The Fall. 18 квітня 2017 року гурт представив свій п'ятий студійний альбом Humanz. 2010 року гурт дав свій перший концерт у Сирії, що того часу не потерпала від громадянської війни.
11 жовтня 2018 з'явилася інформація, що після закінчення туру під назвою «The Now Now Tour» колектив планує зробити 10-ти річну перерву. На питання про те, коли Gorillaz випустять свій наступний альбом, Деймон сказав: «Що ж, нам доведеться це зробити … Оскільки між останніми двома альбомами ми зробили зовсім маленьку перерву, тому наступний ми випустимо не раніше ніж через 10 років... Середина вересня 2028 року, тому приходьте і подивіться на нас вже зараз!». Однак ця інформація досі залишається неофіційною.

## Вигадана історія

### 2-D і Мердок
Історія створення проекту досить заплутана і незвичайна. Простий англійський хлопець Стю-Пот, абсолютно схиблений на клавішних інструментах — молодший службовець в торговому центрі Дядька Сема. Його приваблює перспектива кар'єрного росту і заповітна посада регіонального менеджера.
У той же час якийсь Мердок разом з бандою друзів проникає у магазин. Його план: вкрасти декілька музичних інструментів і створити свою групу, яка б не сходила з вершин чартів і приносила величезні гроші. І ось, він за кермом, його машина пробиває скло і летить прямо через вітрину магазину. Ще удар — цього разу страждає голова Стю-Пота. У бідолахи вибите око.
Мердоку доводиться відповідати за свій вчинок тридцятьма тисячами годин примусових громадських робіт і десятою годиною щотижневого нагляду за коматозником Стю-Потом. Минуло не так багато часу і мерзенні звички Мердока знову перевертають його життя догори дригом. Недалеко від Ноттінгемської автостоянки, при спробі здійснити поворот на 360 градусів господар машини катапультує непристебнутого Стю-Пота навпростець через лобове скло автомобіля. Нещасний, природно, не має шансу уникнути зіткнення з узбіччям;вибите друге око, а в травмованій голові відбуваються серйозні зміни. І ось, перед нами був пустоокий небожитель з неймовірним «їжаком» на голові й неконтрольованим польотом думки. І, що, ймовірно, найголовніше — музичний талант теж зазнає зміни, в клавішних партіях з'являється все більше надприродного. Досконалий матеріал для популярності. Мердок змінює ім'я Стю: тепер він 2D («2 Dents», тобто «2 дірки»). Тепер Мердок потребує барабанщика.

### Рассел
Повернемось на кілька років назад. У Штаті Нью-Йорк у США, Рассел — дитина із середньої сім'ї, вигнаний з своєї шикарної приватної школи через його одержимість демоном. Він знаходиться в комі протягом чотирьох років, поки складне вигнання нечистої сили не звільняє його. Рассел приєднується до Brooklyn High — групи талановитих вуличних музикантів, реперів і ді-джеїв. Хіп-хоп рятує його душу. Але лише на якийсь час.
Випадкова перестрілка на нічній вулиці забирає життя всіх його друзів, і Рассел, єдиний що вижив, намагаючись оговтатися від отриманого шоку, ще лежить на бруківці, і душі всіх перестріляних корешів оселяються в його тілі. Вони стали винуватцями примарної пелени, яка не сходить з його очей, і непоганому таланту репера, хіп-хопера та ударника. Батьки перевозять його в Англію, сподіваючись, що там у нього буде тихіше життя. Але вони не знали вже відомого нам Мердока, який натрапив на Russel'a в Soho Rap Record — реп-магазині. Все інше було для нього справою техніки. Група, таким чином, складалася вже з трьох учасників.

### Нудл
Тепер колектив потребував гітариста. Розмістивши оголошення в NME хлопці чекають недовго і в той же день до їх дверей доставляється коробка компанії FedEx. Без жодного попередження з надр цього самого контейнера стрибком з'являється маленька японка з гітарою в руках. Невгамовно щебечучи на незрозумілій мові, супроводжуючи свої дії відмінною гітарною партією, малятко закінчує неймовірне вітання вражаючим прийомом карате. Хлопці в шоці. Німа пауза. Володіння гітарою тут же відкинуло потребу в останньому учаснику групи.
Ось і гітаристка, і ім'я цьому диву — Нудл (укр. локшина), так як вона дуже любила локшину і рис, тим більше це все, що вона може сказати англійською. У кліпі «El Mañana» літаючий острів, на якому вона перебувала, був розстріляний гелікоптерами. Острів падає, розбивається. Нудл ніяк не змогла вижити, але через деякий час, через п'ять років, Нудл знову з'являється у кліпі «On Melancholy Hill» як пасажир корабля у масці з метеликом.

## Склад
- Мердок Ніккалс (Murdoc Niccals) — бас-гітара
- 2D — вокал, клавіші
- Рассел Хоббс (Russel Hobbs) — ударні, перкусія, DJ
- Нудл (Noodle) — бек-вокал, гітара

## Дискографія
- Gorillaz (2001)
- Demon Days (2005)
- Plastic Beach (2010)
- The Fall (2011)
- Humanz (2017)
- The Now Now (2018)
- Song Machine: Episode One: Strange Timez (2020)
- Cracker Island (2023)

## Нагороди та номінації
- 2001 — Перший альбом групи Gorillaz був проданий у кількості 7 мільйонів копій і внесений до Книги рекордів Гіннесса як «Найкраща віртуальна група».
- 2001 — Перший альбом групи Gorillaz був номінований на Mercury Prize 2001 року, але пізніше був знятий з номінації на прохання групи.
- 2005 — Другий альбом групи Demon Days став платиновим в Англії і подвійним платиновим у США.
- 2006 — Другий альбом групи Demon Days отримав 5 номінацій Греммі і виграв у «Найкраща поп-група з вокалістом».
- 2007 — Gorillaz і Demon Days перевищують 15 мільйонів копій.

## Інша діяльність
- Група Gorillaz проводила «відпустку» у стінах Habbo Hotel, і кожен гравець мав можливість поспілкуватися з відомими музикантами.
- 19 січня 2017 року відбувся реліз нової пісні гурту під назвою «Hallelujah Money», записаної разом з лауреатом премії Mercury Prize Бенджаміном Клементіном, який виступив вокалістом.
- 20 березня 2017 року стало відомо, що другий альбом Demon Days вперше буде перевиданий на вінілі. Альбом пройде ремастеринг і буде розповсюджуватись серед підписників сервісу Vinyl Me, Please.